# Старі Безрадичі
Старі Безрадичі — село в Україні, в Обухівському районі Київської області. Населення становить 628 осіб.

## Географія
Селом течуть струмки Шпіль та Аршинка.

## Історія

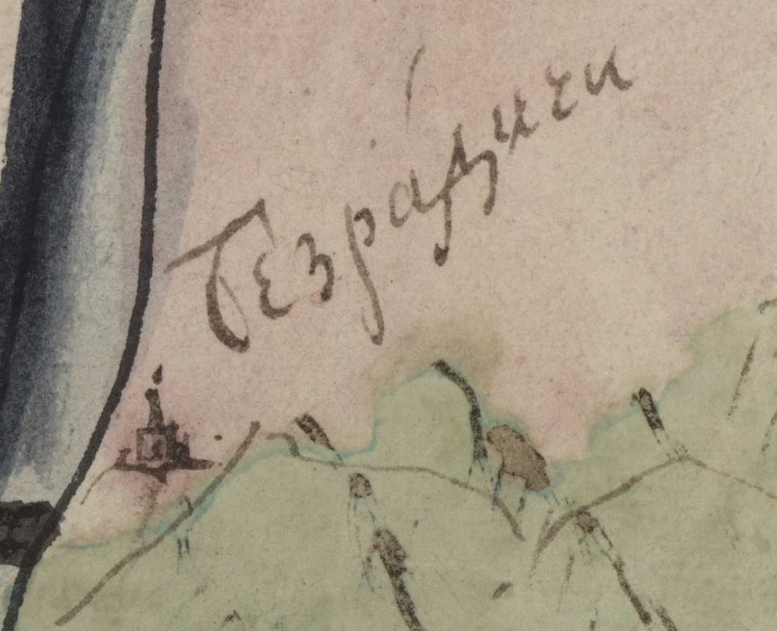
Безрадичі на карті XVIII століття

Одні дослідники, що досліджували давньоруське городище на території Старих Безрадич, відносять селище до літописного міста Торська, закладеного Володимиром Хрестителем на Стугні 988 року і зруйнованого половцями в 1093 року, інші ототожнюють його з давньоруським «городком» Тумашем. Місцева ж легенда походження назви Старих Безрадичів виходить з подій, пов'язаних з городом Торчем. Легенда оповідає, що коли половці облягли Торчеськ влітку 1093 року, обложені торки попросили допомоги у київського князя Святополка. Той прислав її, але поки воїни, що прийшли на допомогу, радилися біля стін Торчеська, половці напали на них зненацька і потопили їх у стугнянському болоті. Від того, що русичі там тоді виявилися безпорадними, і пішла назва Безрадичі.
У писемних документах Безрадичі згадуються у XVI столітті з привілеї, датованої 1554 роком, дізнаємося, що князь Богуш Федорович Корецький подарував Безрадичі Києво-Печерській лаврі, а архімандрит Мелетій Хребтович у 1580 році виклопотав у короля Баторія грамоту на побудову замку і заселення міста Безрадичів. При цьому жителям міста королівською грамотою надавалося магдебурзьке право на вільну торгівлю і на один річний ярмарок.
Безрадичі Нові й Старі, разом з хутором Козином, належали Печерській лаврі понад 220 років. Крім маєтків монастирських були в них і маєтки власницькі. Так 1631-го року зем'яни брати Павші — Богуфал і Шимон мали маєстат у Підгірцях і Безрадичах. У цьому ж, 1631 році, тримав у Безрадичах 4 дими, 3 городники і 2 убогі хижини архімандрит Печерської Лаври Петро Могила (засновник Києво-Могилянської академії).
Після секуляризації монастирських земель (1787 рік), Безрадичі відійшли до державного майна, а їх жителі стали казенними селянами.
1863 року у Старих Безрадичах мешкало 766 жителів. 1887 року в Нових і Старих Безрадичах мешкало 2000 душ казенних селян. 1900 року у Старих Безрадичах в 315 дворах проживало 1719 мешканців, 1925 десятин землі належали казенним селянам. У селі були: однокласна парафіяльна школа, 22 вітряки, в кожному з яких трудився один мірошник, казенна винна лавка.
У 1919 році безрадичівці підтримували повстанський рух зелених. 1923 року Старі Безрадичі увійшли до Обухівського району. В 1920-их роках у селі організовуються товариства спільного обробітку землі (ТСОЗи), які переросли в колективні господарства і артілі.
В 1932—1933 роках село Старі Безрадичі разом з іншими селами цієї сільської ради було підпорядковане Обухівському району. Кількість дворів у Старих Безрадичах становила 315. В них проживало 1700 мешканців, померли з голоду близько 350 осіб. У 2007 році споруджено меморіальний комплекс: три хрести і мармурова плита з написом: «Жертвам Голодомору 1932—1933 років»..
Тим не менш, 500 мешканців села боролись на фронтах Німецько-радянської війни, 250 з них нагороджені орденами і медалями, 362 — не повернулися з ратного полю.
Біля Старих і Нових Безрадичів, в урочищах Містечко і Стрілка виявлено поселення трипільської культури (IV–III тисячоліття до н. е.), поселення Черняхівської культури, досліджено курганний могильник, поселення та городище часів княжої Русі. В Безрадичах знайдено срібні римські монети Трояна, Антонія Пія, Фаустини, Комода.

## Галерея

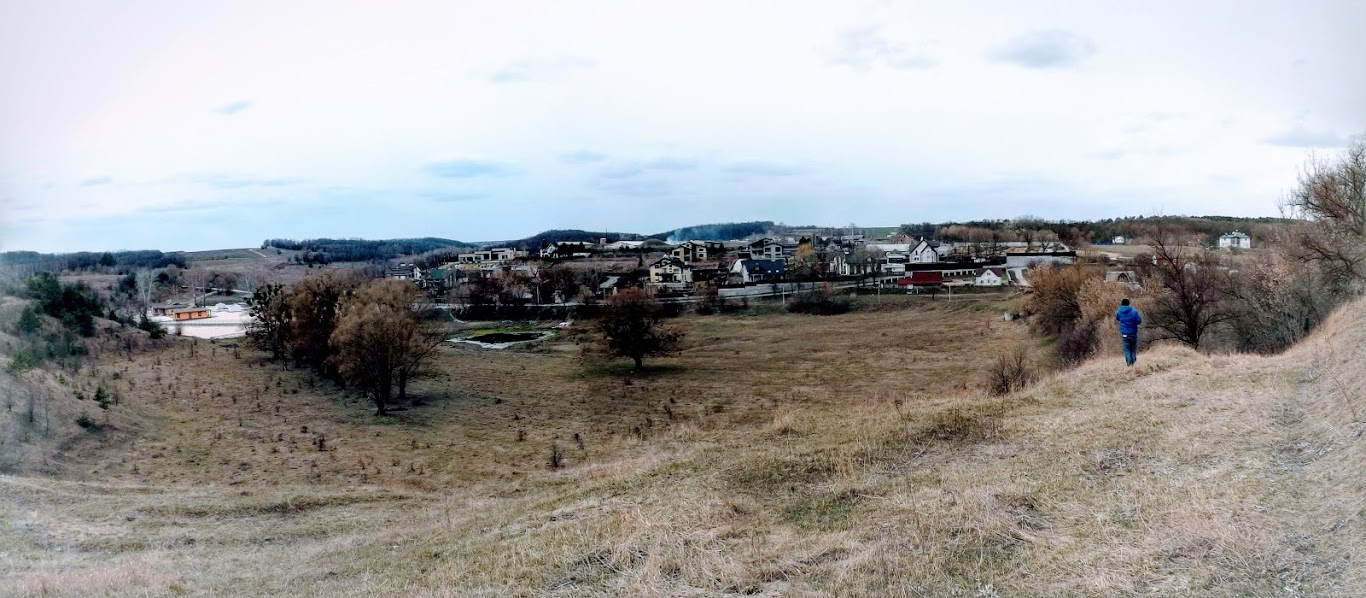
Панорама окраїни села
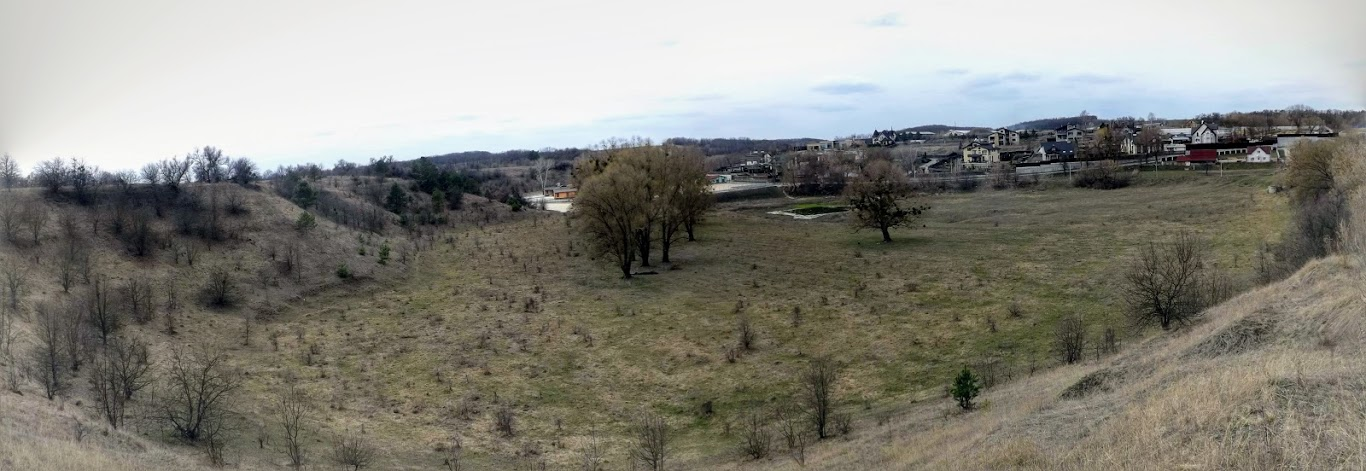
Панорама місцевості на краю села
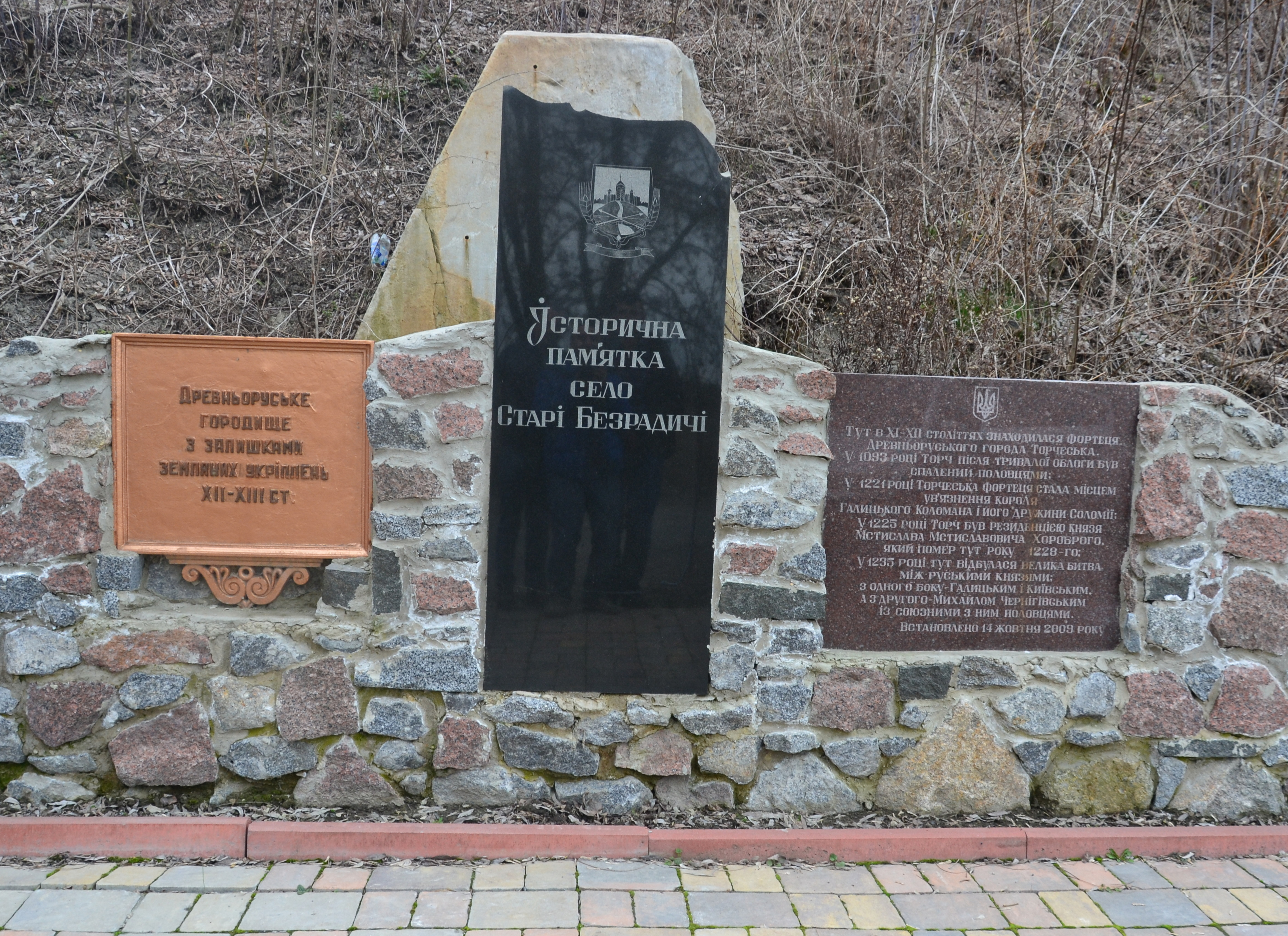
Давньоруське городище в с.Старі Безрадичі. Меморіальні знаки
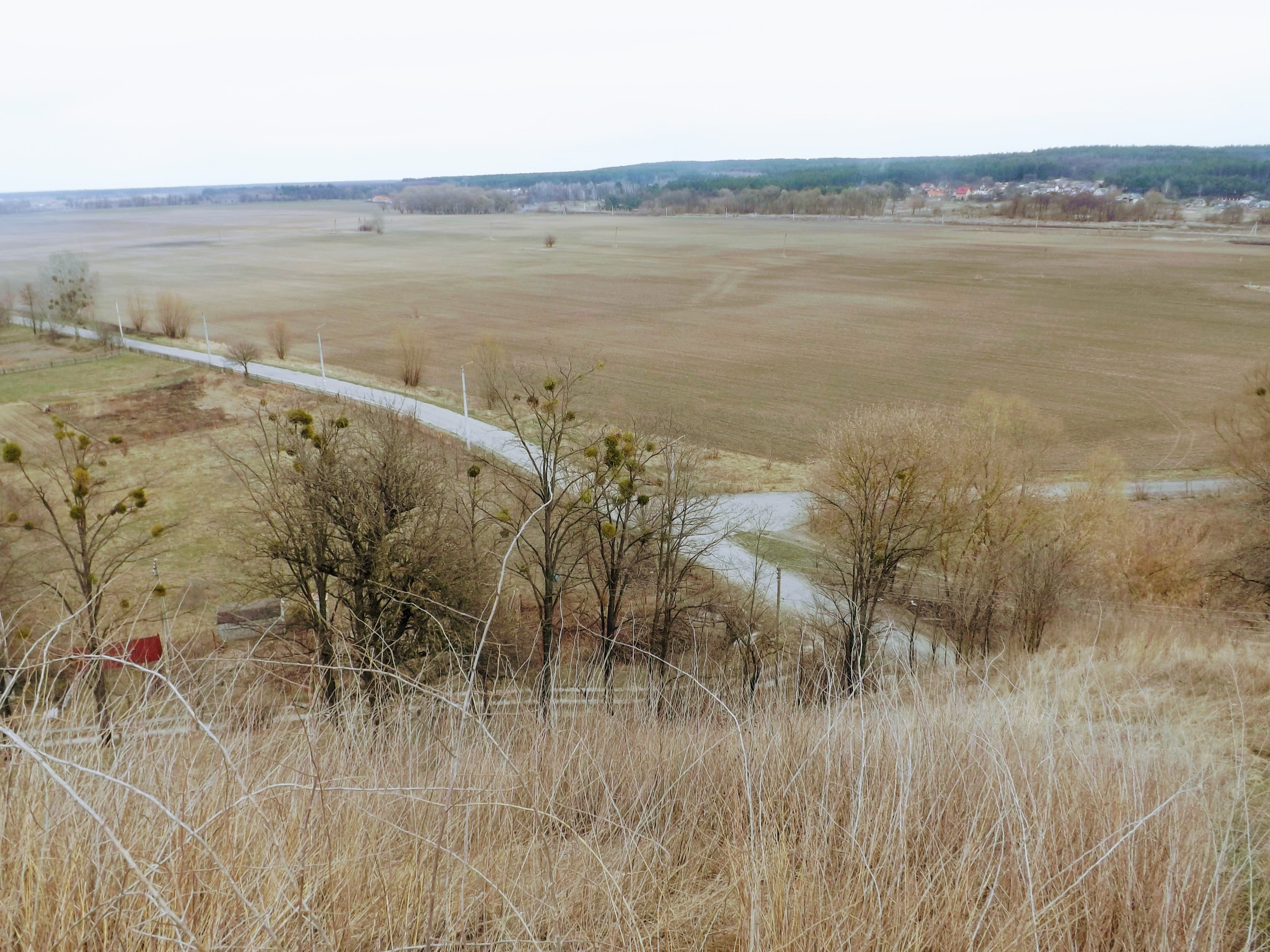
Давньоруське городище в с.Старі Безрадичі. Вид з дитинця.
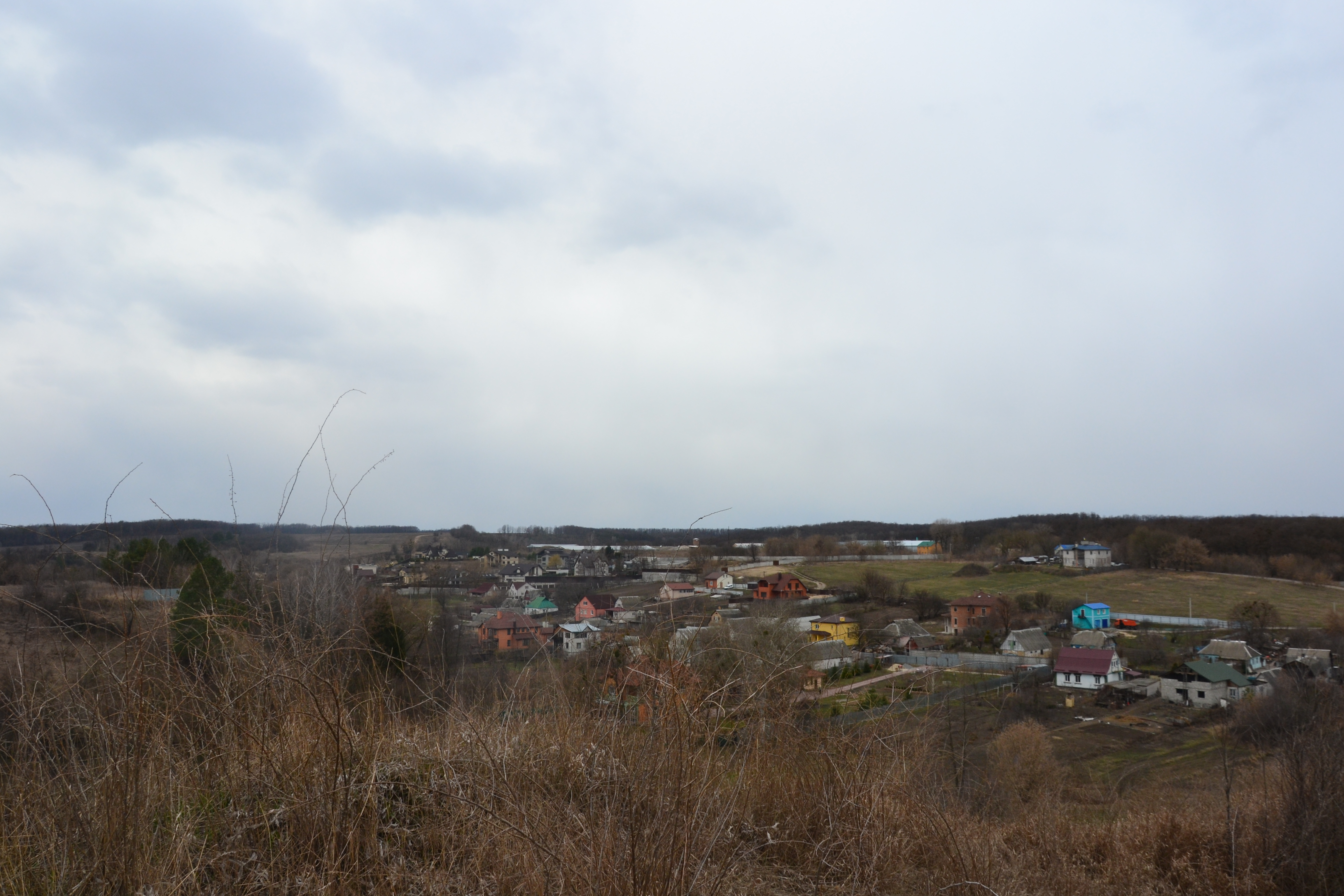
Давньоруське городище в с.Старі Безрадичі. Вид на село
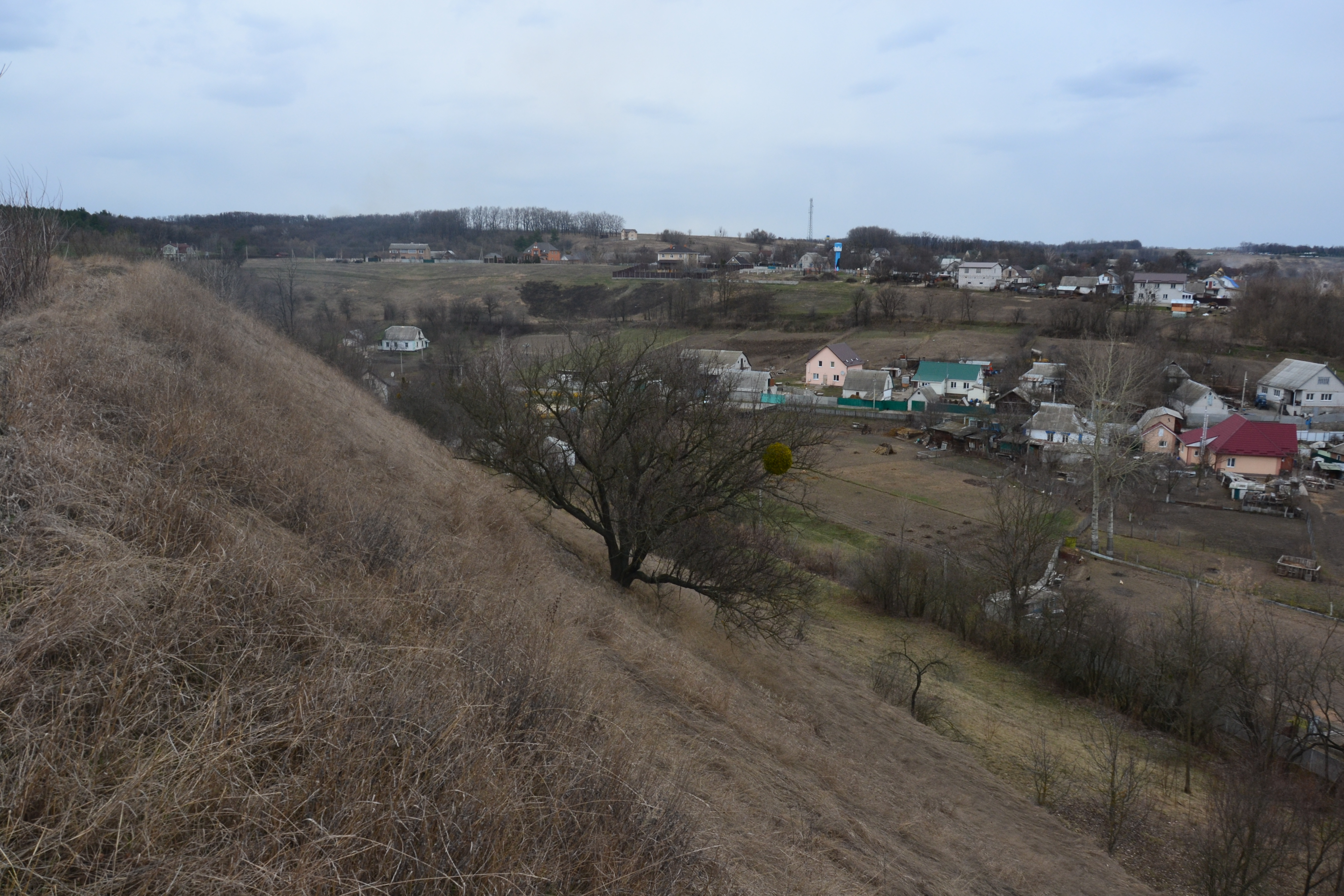
Давньоруське городище в с.Старі Безрадичі. Вал дитинця
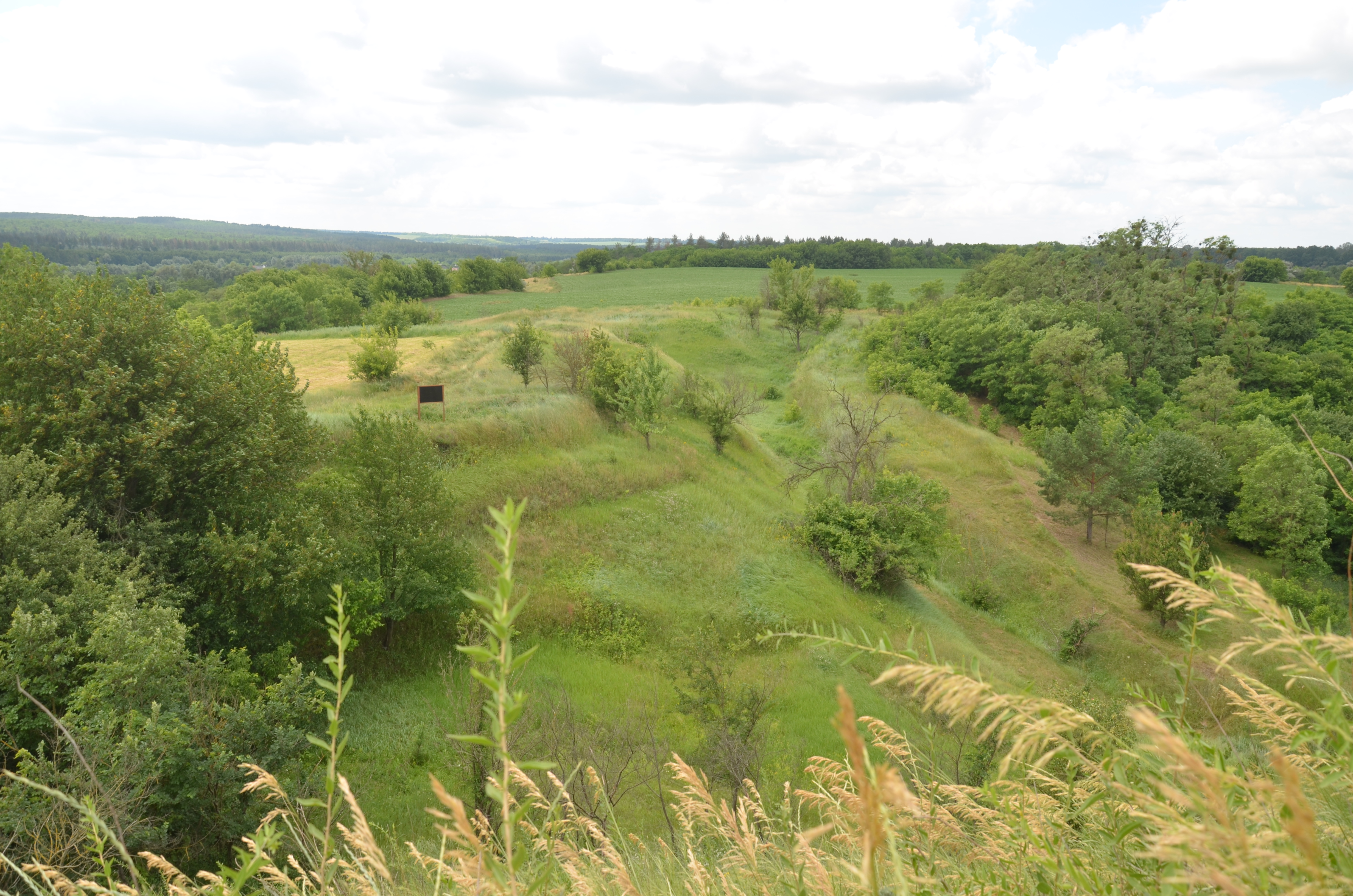
Городище «Городок» (пам'ятка природи)
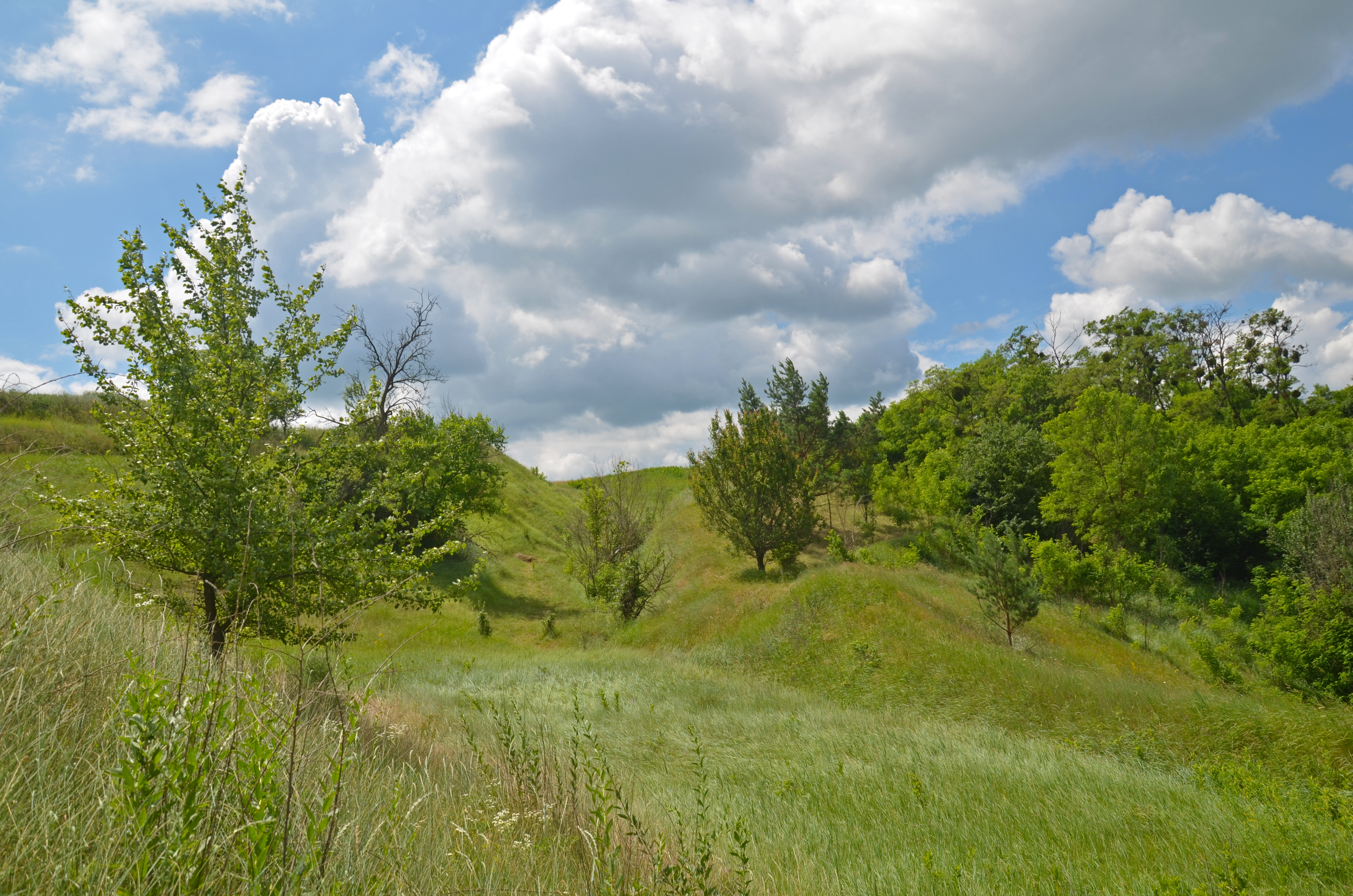
Городище «Городок» (пам'ятка природи)
Церква
Школа
Клуб
Меморіал Німецько-радянської війни.

## Постаті
- Коваль Анатолій Олександрович (1985—2016) — солдат Збройних сил України, учасник російсько-української війни.
- Лісовий Василь Семенович (1937—2012) — український філософ, громадський діяч, дисидент, політв'язень.